# Темплари
Ред сиромашних витезова Христа и Соломоновог храма (лат. Pauperes commilitones Christi Templique Salomonici), познати и као Ред Соломоновог храма, Витезови Темплари или само Темплари, били су римокатолички витешки ред који је 1139. године папском булом Omne datum optimum признала Света столица. Ред је основан 1119. године и дјеловао је од 1129. до 1312. године.
Ред, који је био међу најбогатијим и моћнијим, постао је омиљена добротворна организација цијелог хришћанског свијета, док су чланство и моћ реда муњевито расли. Темплари су били истакнути у хришћанским финансијама. Витезови Темплари, у својим препознатљивим бијелим мантијама са црвеним крстом, били су међу највјештијим борбеним јединицама током крсташких ратова. Неборбено чланство реда, које је чинило 90% људства, управљало је великом економском инфраструктуром широм западног хришћанског свијета, развијајући иновативне финансијске технике које су рани облик банкарства, изградњом сопствене мреже од приближно 1.000 командерства и фортификација широм Европе и Свете земље, вјероватно оснивајући прву међународну корпорацију на свијету.
Темплари су били блиско повезани са крсташким ратовима; када је Света земља изгубљена, подршка реду је нестала. Гласине о тајним церемонијама иницијације Темплара довеле су до неповјерења према реду, и француски краљ Филип IV — у великим дуговима према реду — искористио је ту ситуацију како би стекао контролу над њима. Године 1307, наредио је хапшења великог броја припадника реда у Француској, којима су кроз мучења изнуђена лажна признања, а затим су спаљивани на ломачи. Папа Климент V забранио је ред 1312. године под притиском краља Филипа IV.
Муњевит пад моћи веома значајне скупине у европском друштву довео је до ширења разних нагађања, легенди и предања кроз вијекове. Касније организације које су у свом називу користиле ријеч „Темплар”, сачувале су ред од заборава, иако прикривајући његово поријекло.

## Организација
Темплари су били организовани као монашки ред, слично као Бернардов Цистерцијански ред, који се сматра првом дјелотворном међународном организацијом у Европи. Организациона структура је имала снажан ланац власти. Темплари су били добро повезани и убрзо су постали битан фактор на међународној политичкој сцени тог времена. Свака земља са значајнијим присуством Темплара (Француска, Пуату, Анжу, Јерусалим, Енглеска, Арагон, Португалија, Италија, Триполи, Антиогија, Угарска и Хрватска) имала је Мајстора Реда за Темпларе у тој области.
Сви они су били подређени Великом мајстору, који је постављан доживотно, а који је надгледао војне напоре реда на Истоку и његове финансије на Западу. Велики мајстор је своја овлашћења спроводио преко генералног надзорника реда, који су били витезови које су Велики мајстор и јерусалимски манастири посебно постављали како би нагледали различите покрајине, исправљајући малверзације, уводећи нове прописе и рјешавајући важне спорове. Генерални надзорник је имао овлашћења да уклони витеза са дужност и суспендује Мајсторе одређене покрајине.
Нема прецизних бројки, али се процјењује да је ред на врхунцу моћи имао између 15.000 и 20.000 чланова, од којих су десетина били прави витезови.

### Чинови унутар реда

#### Три главне класе
Постојале су три главне класе унутар Темпларског реда: племенити витезови, неплеменити оружници и капелани. Темплари нису вршили витешке церемоније, тако да је свако које желио постати витез Темплара морао већ бити витез. Они су били највидљивија грана реда и носили су чувене бијеле мантије, које симболизују чистоћу и непорочност. Били су опремљени као тешка коњица, са три или четири коња и једним или двојицом јахача. Јахачи углавном нису били чланови реда, већ су били аутсајдери унајмљени на одређено вријеме. Испод витезова у реду били су оружници неплеменитог поријекла. Они су у ред донијели виталне вјештине и трговину као што је ковачки занат и грађевинарство, а управљали су и многом својим реда у Европи. У крсташким државама, борили су се заједно са витезовима као лака коњица са једним коњем. Неки од највиших положаја у реду били су одређени за оружнике, укључујући и положај Команданта Свода Акре, који је био дефакто адмирал темпларске флоте. Оружници су носили црну или смеђу одјећу. Од 1319. године, капелани су чинили трећу класу Темплара. Били су то посвећени свештеници задужени за духовне потребе Темплара. Све три класе реда носиле су црвени крст.

#### Велики мајстори Темплара
Почевши од оснивача реда Ига де Пејена у периоду 1118—1119, највиши положај унутар реда био је Велики мајстор, дужност која се обављала цио живот, иако узимајући у обзир борбену природу реда, то је могло представљати веома кратак временски рок. Сви осим два Велика мајстора умрла су положају, а неколико је умрло током војних кампања. На примјер, током опсаде Акалона 1153. године, велики мајстор Бернар де Тремеле предводио је скупину од 40 Темплара кроз рушевине градских зидина. Како их остатак крсташке војске није пратио, Темплари су, заједно са Великим мајстором, заробљени и обезглављени. Великог мајстора Жерара де Ридфора обезглавио је Саладин 1189. године током опсаде Акре.
Велики мајстор је нагледао све операције које је спроводио ред, укључујући и војне операције у Светој земљи и Источној Европи и финансијске и пословне поступке реда у Западној Европи. Неки велики мајстори су били и команданти на бојном пољу, мада то није увијек било најмудрије: неколико грешака у борбеном вођству Ридфорда довело је до тешког пораза у бици код Хитина. Посљедњи велики мајстор је био Жак де Моле, који је по наређењу француског краља Филипа IV спаљен на ломачи 1314. године.

### Понашање, облачење и брада
Бернард од Клервоа и оснивач Иг де Пејен осмислили су посебан код понашања за Темпларски ред, познат међу савременим историчарима као Латинско правило. Његове 72 одредбе дефинисале су идеално понашање витезова, као што је врста одјеће коју могу носити и колико коња могу имати. Требало је да витезови једу своје оброке у тишини, јести месо не више од три пута седмично и не ступати у било какав физички контакт било ког типа са женама, па чак и онима из своје породице. Великог мајстору су додјељена „4 коња и један брат-капелан и један црквењак са три коња и један брат-наредник са два коња и један џентлмен слуга да носи његов штит и копље са једним коњем”. Како је ред растао, првобитни списак од 72 одредбе је проширен на неколико стотина у свом коначном облику.
Витезови су носили бијели сорко са црвеним крстом и бијели плашт такође са црвеним крстом; наредници су носили црну тунику са црвеним крстом напријед и црни или смеђи плашт. Бијели плаштов су витезовим додјељени на Троатском концилу 1129. године, а крст је на одјећу вјероватно додан пред почетак Другог крсташког похода 1147. године, када су папа Евгеније III, француски краљ Луј VII и многи друге угледне личности присуствовале састанку француских Темплара у њиховом сједишту код Париза. Према темпларском Правилу, витезови увијек треба да носе бијели плашт, чак им је забрањено да једу и пују ако га не носе.
Црвени крст који су носили Темплари је симбол мучеништва, а смрт у борби се сматрала за велику част која осигурава мјесто на небу. Постојало је кардинално правило по коме се витезови реда не смију никада предати осим ако падне темпларска застава, па чак и тада прво је требало да се прегрупишу са других хришћанским редовима, као што су Хоспиталци. Тек након што су све заставе пале, било им је дозвољено да напусте бојно поље.
Иако није прописано Темпларским правилом, касније је постало уобичајено да чланови реда носе дугачке и истакнуте браде. Око 1240. године, Албер из Труа-Фонтена описује Темпларе као „ред брадате браће”; док су током испитивања папских комесара у Паризу 1310—1311, од скоро 230 испитаних витезова и браће, 76 је описано као да носе браду, у неким случајевима назначено је да је „у стилу Темплара”, а 133 је рекло да је обријало браду, било у одрицању од реда или у нади да ће избјећи откривање.
Иницијација, позната као Пријем у ред, била је дуковно посвећена и укључује свечану церемонију. Странци су били обесхрабрени да присуствују церемонији, што је изазивало сумње средњовјековних истражитеља током каснијих суђења. Нови чланови су морали беспоговорно да препишу сва своја богатства и добра реду и узму завјете сиромаштва, чедности, побожности и послушности. Већина браће се реду придружило за цио живот, мада је некима било дозвољено да се придруже на одређено временско раздобље. Некада је ожењеним мушкарцима било дозвољено да се придруже реду уколико је његова супруга дала пристанак, али њима није било дозвољено да носе бијели плаштове.

## Историја

### Успон
Након што су Франци у Првом крсташком рату заузели Јерусалим од муслиманских освајача 1099. године, многи хришћани су кренули на ходочашће ка разним светим мјестима у Светој земљи. Иако је Јерусалим био релативно сигуран под контролом хришћана, остатак крсташких држава није био.  Бандити и друмски разбојници пљачкали су ходочаснике, које су рутински клали, понекад на стотине њих, током покушаја да путују од приобаља код Јафе до унутрашњости Свете земље.
Године 1119, француски витез Иг де Пејен обратио се јерусалимском краљу Балдуину II и јерусалимском патријарху Вармунду и предложио им стварање монашког реда ради заштите ходочасника. Балдуин и Вармунд су се сложили, вјероватно на Наблуском сабору у јануару 1120. године, а краљ је Темпларима додијелио сједиште у лијевом крилу краљевског двора на Храмовној гори у заузетој џамији Ел Акса. Храмовна гора је била од значаја јер се налазила изнад онога што се сматрало рушевинама Соломоновог храма. Зато су крсташи џамију Ел Аксу посматрали као Соломонов храм, а због овог мјеста новоосновани ред је узео име Ред сиромашних витезова Христа и Соломоновог храма или само Витезови Темплари. Ред је са око девет витезова, укључујући Годфреја де Сен-Омера и Андреа де Монбара, имао мало финансијских средстава и ослањао се на прилоге за опстанак. Амблем реда била су два витеза која јашу једног коња, наглашавајући сиромаштво реда.
Сиромашни статус Темплара није дуго трајао. Имали су моћног заговорника у Бернарду од Клервоа, водећа црквена личност, француског опата првенствено одговорног за оснивање цистерцитског реда монаха и нећака Андреа де Монбара, једног од оснивача реда. Бернард је ставио своју личност иза њих и написао убједљиво писмо у њихово име „У похвали новом витештву” и 1129. године на сабору у Трои, предводио је скупину водећих црквењака који су тражили званично одобрење и потврду реда у име цркве. Овим формалним благословом, Темплари су постали омиљено добротворно друштво широм западног хришћанског свијета, примајући новац, земљу, послове и племените синове од породица које су једва чекале да помогну у борби у Светој земљи. Још једна велика корист десила се 1139. године, када је папа Иноћентије II издао папску булу Omne datum optimum, који је ред изузет од поштовања мјесних закона. Ова одлука је значила да Темплари могли слободно пролазити кроз све границе, нису морали плаћати порезе и били су изузети од свих власти осим папске.
Са јасном мисијом и обилним ресурсима, ред је брзо растао. Темплари су често били наредне ударне снаге у кључним биткама у крсташким ратовима, јер би тешко оклопљени витезови на својим ратним коњима кренули у напад на непријатеља, испред главних војних снага, у покушају да пробију противничку линију одбране. Једна од њихових најпознатијих побједа била је 1177. током битке код Монт Жисара, гдје је око 500 темпларских витезова помогло да неколико хиљада пјешадинаца побједи Саладинову војску од више од 26.000 хиљада војника.
Иако је главна мисија реда била милитаристичка, релативно мали број чланова били су борци. Остали су дјеловали на положајима за подршку витезовима и управљали финансијском инфраструктуром. Ред Темплара, иако су се чланови заклели на индивидуално сиромаштво, добио је контролу над богатством мимо непосредних донација. Племић који је био заинтересован за учешће у крсташким ратовима могао би сву своју имовину ставити под управу Темплара док је био одсутан. Акумулирајући богатство на овај начин широм западног хришћанског свијета и Оутремера, ред је 1150. почео да генерише акредитиве за ходочаснике који путују у Свету земљу: ходочасници су депоновали своје вриједности код мјесне темпларске заједнице прије укрцавања, затим добијали документ у којем се наводи вриједност њиховог депозита и тај документ су користили по доласку у Свету земљу да би преузели средства у количини блага једнаке вриједности. Овај иновативни аранжман био је рани облик банкарства и можда је био први формални систем који подржава употребу чекова; побољшавао је сигурност ходочасника чинећи их мање привлачним метама за лопове, а такође је допринио темпларског каси.
На основу ове комбинације донације и пословања, Темплари су успоставили финансијске мреже широм цијелог западног хришћанског свијета. Стекли су велике површине земљишта, како у Европи, тако и на Блиском истоку; куповали су и управљали фармама и виноградима; градили су масивне камене катедрале и дворце; били су укључени у производњу, увоз и извоз; имали су своју флоту бродова; а у једном тренутку су чак посједовали и цијели острво Кипар. Ред витезова Темплара се може квалификовати као прва међународна корпорација на свијету.

### Пад
Средином 12. вијека, ток крсташких ратова се промијенио. Исламски свијет се ујединио под ефикасним вођама попут Саладина. Неслога је настала међу хришћанским фракцијама у Светој земљи и око ње. Витезови Темплари повремено су се сукобили са друга два хришћанска војна реда, са Хоспиталцима и Тевтонцима, а деценије међусобних сукоба ослабиле су хришћанске положаје, како у политичком тако и у војном погледу. Након што су Темплари учествовали у неколико неуспјешних похода, укључујући и кључну битку код Хитина, док је Јерусалим поново пао у муслиманске руке под вођствством Саладина 1187. године. Цар Светог римског царства Фридрих II повратио је град у хришћанске руке у Шестом крсташком рату 1229, без помоћи Темплара, али га је под контролом држао нешто више од деценије. Ајубиди заједно са хорезмидским плаћеницима поново су заузели град 1244. и град се вратио под западну контролу тек 1917. када га је током Првог свјетског рата Британија заузела од Османског царства.
Темплари су били приморани да преселе своје сједиште у друге градове на сјеверу, попут морске луке Акре, коју су држали наредног вијека. Изгубљен је 1291, заједно са њиховим посљедњим копненим упориштима, Тартус и Атлит у данашњем Израелу. Њихово сједиште је затим пребачено у Лимасол на Кипру, а такође су покушали да одрже гарнизон на малом острву Арадос, непосредне уз обалу Тартуса. Било је неколико покушаја ангажовања у координисаним војним напорима са Монголима, путем нове инвазије на Арадос. Темплари су међутим оство изгубили 1302. или 1303. током мамелучке опсаде Арадоса. Са губитком острва, крсташи су изгубили посљедње упориште у Светој земљи.
Са војном мисијом реда која је постала мање важна, подршка организацији је почела опадати. Стање је, међутим, било сложено, јер су током двије стотине година постојања Темплари постали дио свакодневног живота западног хришћанског свијета. Темпларски домови, стотине њих који су се налазили широм Европе и Блиског истока, пружали су им широку распрострањеност на мјесном нивоу. Темплари су и даље управљали многим пословањима, а многи Европљани су имали свакодневни контакт са темпларском мрежом, као што је рад на фарми или винограду у власништву Темплара или користећи ред као банку у којој се могу чувати личне вриједности. Ред још увијек није био подређен мјесној власти, што га је чинило „државом у држави” — њихова стајаћа војска, иако више није имала добро дефинисану мисију, могла је пролази слободно кроз све границе. Ово стање појачало је тензије са појединим европским племством, посебно пошто су Темплари указивали на интерес оснивања сопствене монашке државе, као што су Тевтонци урадили у Пруској и Хоспиталци на Родосу.

### Хапшења, оптужбе и распуштање
Нови папа Климент V, са сједиштем у Авињону у Француској, послао је писма 1305. и великом мајстору Темплара Жаку де Молеу и великом мајстору Хоспиталаца Фулку де Вилареу како би разговарали о могућем спајању два реда. Ни један ни други нису ту идеју сматрали прихватљивом, али је папа Климент устрајао и позвао оба велика мајстора у Француску 1306. како би разговарали о том питању. Де Моле је први стигао почетком 1307, али је де Виларе одлагао долазак неколико мјесеци. Док су чекали, де Моле и папа Климент разговарали су о кривичним пријавама које је двије године раније поднио протјерани Темплар и о којима су разговарали француски краљ Филип IV и његови министри. Генерално су се сложили да су оптужбе лажне, али папа Климент послао краљу Филипу писани захтјев за помоћ у истрази. Према појединим историчарима, краљ Филип, који је већ био у великим дуговима према Темпларима због ратова против Енглеске, одлучио је да искористи гласине у своју корист. Почео је да врши притиске на цркву како би предузели мјере против реда, као начин да се ослободи дугова.
У зору у петак, 13. октобра 1307. (датум понекад повезан са поријеклом сујеверја на петак 13.) краљ Филип IV је наредио да се истовремено ухапсе де Моле и многи други француски Темплари. Хапшење је почело са фразом: „Бог није задовољан, у краљевству имамо непријатеље вјере” (фр. Dieu n'est pas content, nous avons des ennemis de la foi dans le Royaume). Изнијете су тврдње да су током церемоније пријема, регрути су били принуђени да пљују на крст, негирају Христоса и непристојно се љубе; такође су оптужени за обожавање идола, а сматрало се да је ред подстицао хомосексуалну праксу. Ови наводи су, међутим, били високо политизовани без икаквих стварних доказа. Ипак, Темплари су оптужени за бројна друга кривична дјела као што су финансијска корупција, превара и утаја. Многи оптужени признали су ове оптужбе под мучењем (иако су Темплари порицали мучење у писменим признањима), а њихова признања, иако добијена под принудом, изазвала су скандал у Паризу. Затвореници су морали признати да су пљували на крст: „Ја, Рајмон де Ла Фер, 21 годину стар, признајем да сам три пута пљунуо на крст, али само из уста, а не из срца”. Темплари су оптужени за идолопоклонство и сумњало се да су обожавали или лик познат као Бафомет или мумифицирану одсјечену главу коју су опоравили, а поред многих артефакта, многи научници вјерују да су се у њиховом првобитном сједишту на Храмовој гори налазиле мошти Светог Јована Крститеља.
Повлачећи се под Филиповим захтјевима, папа Климент је 22. новембра 1307. издао папску булу Pastoralis praeeminentiae, којом је свим хришћанским монарсима у Европи наложено да ухапсе све Темпларе и заплијене њихову имовину. Папа Климент позвао је на папска саслушања како би се утврдила кривица или невиност Темплара, а једном ослобођени од тортуре инквизитора, многи Темплари одустали су од својих признања. Неки су имали довољно правног искуства да се бране на суђењу, али 1310. именовао је Санског надбискупа Филипа де Марињи да води истрагу, Филип је блокирао овај покушај, користећи претходно изнуђена признања да десетине Темплара спали на ломачи у Паризу.
Уз Филипа који је пријетио војном акцијом, осим ако папа не удовољи његовим жељама, папа Климент је коначно пристао да распусти ред, позивајући се на јавни скандал који је изазван признањима. На Вјенском сабору 1312, издао је низ папских була, укључујући Vox in excelso, којом је јавно распуштен ред, и Ad providam, којом је већина темпларских добара предата Хоспиталцима.
Што се тиче вођа реда, старији велики мајстор Жак де Моле, који је под притиском мучења признао кривицу, своје признање је касније повукао. Жофроа де Шарнеј, прецептор Нормандије, такође је повукао своје признање и инсистирао на својој невиности. Обојица су проглашени кривима за поновљену јерес и осуђени да се живи спале на ломачи у Паризу 18. марта 1314. године. Де Моле је наводно остао пркосан до краја, тражећи да га вежу на такав начин да буде окренут према катедрали Нотр Дам и да му руке држи спојене током молитве. Према легенди, из пламена је викао да ће га и папа Климент и краљ Филип ускоро срести пред Богом. Његове стварне ријечи забиљежене су на пергаменту: „Бог зна ко је погријешио и згријешио. Ускоро ће се догодити несрећа онима који су нас осудили на смрт” (фр. Dieu sait qui a tort et a péché. Il va bientot arriver malheur à ceux qui nous ont condamnés à mort). Папа Климент је преминуо мјесец дана касније, а краљ Филип је страдао несрећним случајем током лова прије краја године.
Преостали Темплари широм Европе или су ухапшени и суђено им је под папском истрагом (са скоро ниједним осуђеним), апсорбовани су у друге католичке војне редове или су пензионисани и дозвољено им је да мирно проживе остатак живота. Папским декретом, имовина Темплара пренијета је на Хоспиталце, осим у краљевинама Кастиљи, Арагону и Португалији. Португалија је била прва европска земља у којој су се населили, а то се догодили само двије или три године након оснивања реда у Јерусалиму.
Португалски краљ Динис одбио је да гони и мучи бивше витезове, што се дешавало у свим осталим сувереним државама под утицајем Католичке цркве. Под његовом заштитом, темпларска организација мијења име, из „Витезови Темплари” у Ред Христов и такође паралелном Врховном реду Христовом Свете столице; оба реда се сматрају наследницима Темплара.

### Шинонски пергамент
У Ватиканској тајној архиви Барбара Фрале је септембра 2001. пронашла документ познат као Шинонски пергамент који датира из периода 17—20. августа 1309, очигледно након што је похрањена на погрешном мјесту 1628. године. Запис говори о суђењу Темпларима и указује да је папа Климент ослободио све Темпларе гријеха јереси 1308. прије него што је ред формално расформирао 1312. године, као и други Шинонски пергамент од 20. августа 1308. упућен краљу Филипу IV, у којем је наведе да су сви Темплари који су признали јерес „враћени тајнама и у јединство Цркве”. Други Шинонски пергамент добро је познат историчарима, а објавили су га Етјен Балус 1693. и Пјер Дупуи 1751. године.
Тренутни став Римокатоличке цркве је да је средњовјековни прогон Темплара био неправедан, да ништа није суштински погрешно са редом и његовом владавином, а да је папа Климент на уступке био приморан под притиском јавног скандала и доминантног утицаја краља Филипа IV, који је био Климентов рођак.

## Насљеђе
Са својим војним мисијама и обимним финансијским средствима, Темплари су финансирали велики број грађевинских пројеката у Европи и Светој земљи. Многе од ових грађевина и даље постоје. Многа мјеста у свом називу садрже ријеч Темпл, јер вишевјековне повезаности са Темпларима. Нпр, неки од темпларских посједа у Лондону су касније изнајмљене адвокатима, што довело до назива капије Темпл бар и метро станице Темпл. Два од четири Судска ина који могу позвати своје чланове да поступају као баристери јесу Инер Темпл и Мидл Темпл, а цјелокупна област је позната као Темпл.
Особити архитектонски елементи темпларских грађевина укључују употребу слике „два витеза на једном коњу”, приказујући сиромаштво витезова, и округле грађевине дизајниране да подсјећају на цркву Васкрсења Христовог у Јерусалиму.

### Савремене организације
Витезови Темплари су распуштени Повељом Католичке цркве 1309. године; са сузбијањем реда, одређени број Темплара придружио се новооснован Реду Христовом, који је ефикасно окупио Темпларе и њихова својства 1319, нарочито у Португалији. Прича о прогону и изненадном распуштању тајанствених, али моћних средњовјековних Темплара привукла је многе друге скупине да искористе наводне везе с њима као начин за побољшање сопствене слике и стварање мистерије. Осим Реда Христа, не постоји јасна историјска веза између Темплара и било које друге савремене организације, од којих је прва јавно настала у 18. вијеку.

#### Ред Христов
Након распуштања Темплара, Ред Христов је успостављен 1319. и окупио је многе Темпларе у својим редовима, заједно са темпларским посједима у Португалији. Сједиште реда постао је замак у Томару, бивши темпларски замак.

#### Трезвењачки покрет
Многе трезвењачке организације назвале су се по Реду Темплара, цитирајући увјерење да прави Темплари „пили кисело млијеко, али су зато водили ’велики крсташки рат’ против ’ужасног порока’ алкохола”. Највећа међу њима јесте Међународна организације добрих Темплара, која се проширила широм свијета након што успостављена у 19. вијеку и наставила се даље залагати за апстиненцију од  алкохола и других дрога; међу други редови у овој традицији су Темплари части и умјерености, који су широко распрострањени у Скандинавији.

#### Самозвани витешки редови
Суверени војни ред Витезова Храма Јерусалимског самозвани је витешки ред успостављен 1804. и „који је УН акредитовао као невладину организацију (НВО) 2001. године”. Екуменски је по томе што у своје редове прима хришћане многих конфесија. Оснивач реда, Бернар-Ремон Фабр-Палапра, израдио је Ларменијеву повељу реда како би га покушао повезати са првобитним католичким хришћанским војним редовима.

#### Слободни зидари
Слободно зидарство је укључило симболе и ритуале неколико средњовјековних војних редова у бројна слободнозидарска тијела најкасније од 18. вијека. То се може видјети у Црвеним крсту Константина, који је инспирисан Константиновским редом Светог Георгија; Малтешки ред инспирисан је Хоспиталцима; а Витезови Темплари су инспирисани Темпларима. Малтешки ред и Темплари карактерише јоркширки обред. Једна теорија о поријеклу слободног зидарства, тврди да поријекло води непосредно од историјских Темплара кроз његове посљедње чланова из 14. вијека, који су се наводно склонили у Шкотску и помогли Роберту Брусу у његовој побједи у Бенокберну. Ову теорију обично одбијају сва слободнозидарска тијела и историчари због недостатка доказа.

### Савремена популарна култура
Темплари су постали повезани са легендама о тајнама и мистеријама које постоје од давнина. Гласине су кружиле чак и за вријеме самих Темплара. Масонски писци додали су сопствене спекулације у 18. вијеку, а даља измишљена уљепшавања додата су у популарним романима као што су Ајванхо, Фукоово клатно и Да Винчијев код, савременим филмовима као што су Национално благо, Посљедњи темплар и Индијана Џоунс и посљедњи крсташки поход, телевизијским серијама Пад витеза, као и видео-играма као што су Broken Sword, Deus Ex, Assassin's Creed и Dante's Inferno.
Почетком шездесетих година 20. вијека, било је спектакуларних популарних публикација које су говоре о темпларском раном заузимању Храмове горе у Јерусалима и нагађања о томе које су реликвије Темплари тамо могли пронаћи, као што је потрага за Светим гралом или Завјетним ковчегом или историјска оптужба за идолопоклонство (Бафомет) трансформисана у контекст „врачања”.
Повезивање Светог грала са Темпларима има претходника у фикцији 12. вијека; у Парцифалу Волфрама фон Ешенбаха витезове који чувају краљевство Грала назив templeisen, очигледно свјесна фикционализација templarii. Не постоје докази о било каквој стварној вези историјских Темплара са Гралом, нити било каква тврдња било ког темплара да је открио такву реликвију.